# Erythrodes bicalcarata
Erythrodes bicalcarata är en orkidéart som först beskrevs av Richard Sanders Rogers och Cyril Tenison White, och fick sitt nu gällande namn av Walter Kittredge. Erythrodes bicalcarata ingår i släktet Erythrodes och familjen orkidéer. Inga underarter finns listade i Catalogue of Life.